# السقف اللاكمري
السقف اللاكمري أو الفلات سلاب (Flat slab) هو نوع من الاسقف المنتشرة في انظمة البناء حول العالم ويستخدم عادة في الصالات والغرف الكبيرة المساحة. أهم مميزاته انه يوفر مسافات كبيرة بين الاعمدة وإضافة إلى سهولة ازالة الجدران والتعديل داخل المبنى بسبب عدم وجود جسور ساقطة.
فكرة السقف اللاكمري تتكون ببساطة من طبقتين من شبك الحديد سفلية والاخرى علوية بينهما كانة كرسي حاملة للرقة العلوية وتستند على الرقة السفلية. وفي بعض الاحيان يتم عمل تاج للاعمدة أو إضافة شبكة حديد اضافية في منطقة الاعمدة أو عمل جسور مخفية (مخدات) أو عمل جسور ساقطة.